# Vladimír Leština
Vladimír Leština (27. ledna 1919 – 12. září 1994) byl český fotbalista, brankář.

## Fotbalová kariéra
V československé lize hrál za SK Kladno a AFK Bohemians Vršovice. Nastoupil ve 137 ligových utkáních.

## Ligová bilance
| Ročník                                     | Zápasy | Góly | Klub                   |
| ------------------------------------------ | ------ | ---- | ---------------------- |
| Národní liga 1940/41                       | -      | 0    | SK Kladno              |
| Národní liga 1941/42                       | -      | 0    | SK Kladno              |
| Národní liga 1942/43                       | -      | 0    | SK Kladno              |
| Národní liga 1943/44                       | -      | 0    | SK Kladno              |
| Státní liga 1945/46                        | -      | 0    | SK Kladno              |
| Státní liga 1945/46                        | -      | 0    | AFK Bohemians Vršovice |
| Státní liga 1946/47                        | -      | 0    | AFK Bohemians Vršovice |
| Státní liga 1947/48                        | -      | 0    | AFK Bohemians Vršovice |
| Státní liga 1948                           | -      | 0    | AFK Bohemians Praha    |
| Celostátní československé mistrovství 1949 | -      | 0    | Železničáři Praha      |
| Celostátní československé mistrovství 1950 | -      | 0    | Železničáři Praha      |
| Mistrovství československé republiky 1951  | -      | 0    | Železničáři Praha      |
| CELKEM                                     | 137    | 0    |                        |